# Sœurs de l'institut catéchiste Dolores Sopeña
Les Sœurs de l'institut catéchiste Dolores Sopeña (en latin : Sororum Instituti Catecheseos Tradendae) sont une congrégation religieuse de droit pontifical vouée à l'aide aux travailleurs et à l'action sociale.

## Historique
Fille d'un magistrat espagnol, María Dolores Rodríguez Sopeña (1848-1918) commence en 1869 à se consacrer à l'enseignement du catéchisme à Porto Rico où son père est juge. Elle organise des cours d'enseignement chrétien pour les malades, les prisonniers et les personnes de couleur. 
De retour dans sa patrie, María Dolores poursuit son travail d'éducation dans la banlieue de Madrid ; de nombreuses collaboratrices la rejoignent et le 31 octobre 1901 à Tolède, les catéchistes deviennent un institut religieux. 
La congrégation reçoit le décret de louange le 28 août 1905 avec comme protecteur le cardinal Rafael Merry del Val, Pie XI approuve les dames catéchistes le 21 novembre 1907. 

## Activités et diffusion
Les dames catéchistes se vouent aux travailleurs, particulièrement ceux des secteurs les moins favorisés, par des centres d'enseignement pour adultes, écoles de formation professionnelle et des actions sociales. Elles œuvrent aussi dans les prisons pour femmes.
Elles sont présentes en :
- Europe : Espagne, Italie.
- Amérique : Argentine, Chili, Colombie, Cuba, République dominicaine, Équateur, Mexique, Pérou.

La maison-généralice est à Rome.
En 2017, la congrégation comptait 152 sœurs dans 21 maisons.